# Kepler-7 b
Kepler-7 b — планета у звезды Kepler-7 в созвездии Лиры. Одна из первых пяти экзопланет, открытых телескопом Кеплер.
Её масса составляет половину массы Юпитера, Mp = 0,433 MJ, а её радиус — на 50 % больше, Rp = 1,478 RJ. Средняя плотность экзопланеты приблизительно 0,181 г/см³ — меньше, чем одна седьмая плотности Юпитера. Одна из наиболее «рыхлых» планет, известных в настоящее время. Газовый гигант, относится к классу горячих юпитеров. В 2013 году астрономам удалось составить карту облаков планеты.
|  |